# Kościół św. Marii Magdaleny w Długiej Goślinie
Kościół św. Marii Magdaleny w Długiej Goślinie – rzymskokatolicki kościół parafialny znajdujący się we wsi Długa Goślina w powiecie poznańskim.

## Historia
Świątynia wybudowana ok. 1600 r., konsekrowana pomiędzy 1607 a 1616. Od 1621 r. należała do benedyktynek poznańskich, które kupiły Długą Goślinę. Miejsce to stanowiło dla nich bezpieczny azyl w czasie licznych epidemii nawiedzających Poznań. Na początku XVIII w. dobudowano wieżę, zwieńczoną barokowym hełmem oraz kruchtę zachodnią. Przed 1778 r. rozebrano znajdującą się po północnej stronie prezbiterium zakrystię i dobudowano nową po stronie wschodniej. W 1930 r. zbudowano nową zakrystię przy południowej stronie prezbiterium. Restaurowana w latach 1946–1949, 1972 i 1995–1996.

## Architektura
Jest to budowla orientowana, o konstrukcji zrębowej, oszalowana. Nawa wraz z węższym, prosto zamkniętym prezbiterium przykryta jest dwuspadowym dachem, pokrytym gontem.

## Wyposażenie
W ołtarzu głównym znajduje się XIX-wieczny obraz przedstawiający św. Marię Magdalenę.
W ołtarzu prawym znajduje się XVII-wieczna rzeźba Chrystusa Boleściwego. 
Lewy ołtarz poświęcony jest św. Antoniemu. Predella ołtarza zawiera niewielki obraz przedstawiający pustelnicze życie św. Benedykta i dostarczającego mu na sznurze pokarm mnicha Romanusa. Po lewej stronie obrazu św. Antoniego (XIX/XX w.) znajduje się rzeźbiona postać św. Benedykta, po prawej św. Kazimierz Królewicz. 
Na belce tęczowej umieszczono XVII-wieczny krucyfiks.